# Ligne d'Hénin-Beaumont à Bauvin - Provin
La ligne d'Hénin-Beaumont à Bauvin - Provin était une ligne de chemin de fer d'une longueur de 15,1 kilomètres reliant la gare d'Hénin-Beaumont à celle de Bauvin - Provin, dans les départements français du Nord et du Pas-de-Calais.
Ouverte en 1879 par la Compagnie du chemin de fer de Lille à Valenciennes et ses Extensions, la ligne ferme aux voyageurs en 1938, puis progressivement au trafic des marchandises après la Seconde Guerre mondiale.
Elle constitue la ligne no 285 000 du réseau ferré national.

## Histoire
La Compagnie du chemin de fer de Lille à Valenciennes et ses Extensions se voit concéder, au titre de l'intérêt local, une ligne reliant Hénin-Liétard (actuel Hénin-Beaumont), sur la ligne de Lens à Ostricourt, à Don - Sainghin, sur la ligne de Lille à Béthune, afin de mettre en valeur les sites miniers de Courrières et de Carvin. La section située sur le département du Nord est concédée par une convention signée le 25 septembre 1873 entre la compagnie et le Préfet du département. La section située sur le département du Pas-de-Calais est concédée par une convention signée le 16 octobre 1873 entre la compagnie et le Préfet du département.
La ligne est déclarée d'utilité publique le 13 janvier 1874 par deux décrets,. Dès le 7 mai 1876, les concessions de la compagnie sont cédées à bail à la Compagnie des chemins de fer du Nord. C'est donc cette dernière qui met en service la ligne le 3 novembre 1879. La ligne est reprise définitivement par la Compagnie des chemins de fer du Nord selon les termes d'une convention signée entre le ministre des Travaux publics et la compagnie le 5 juin 1883. Cette convention est approuvée par une loi le 20 novembre suivant qui reclasse la ligne dans le réseau d'intérêt général.
En 1879, une ligne de Lens à Armentières via Don - Sainghin est également classée dans le réseau d'intérêt général sous le no1 du plan Freycinet ; elle est mise en service le 1er décembre 1882 de Lens à Bauvin - Provin, où elle rejoint la ligne d'Hénin-Liétard à Don - Sainghin, ouverte trois années auparavant.
Au début du XXe siècle, sept trains par jour relient Lens à Don - Sainghin par Hénin-Liétard ; ils sont tractés par des machines de plusieurs séries du dépôt de Lens, comme les 230, 220T, 222T, 032T, 040, 140 et 150, ainsi parfois que des 220 « Outrance » sur les trains omnibus. En 1936, cinq relations omnibus relient Hénin-Liétard à Don - Sainghin dont quatre sont prolongés jusqu'à Lille. Le service des voyageurs est transféré sur route le 7 novembre 1938, mais les circonstances de la Seconde Guerre mondiale amènent à remettre en circulation deux navettes quotidiennes entre Carvin et Bauvin - Provin en octobre 1940. Celles-ci restent toutefois éphémères et disparaissent dès l'année suivante.
Dès l'après-guerre, la Société nationale des chemins de fer français (SNCF) abandonne la desserte marchandises de Carvin à Bauvin - Provin, le tronçon correspondant étant déclassé le 24 mai 1960. La traction des trains sur le tronçon subsistant est alors confiée à des 140A ou G des dépôts de Lens ou de Lille-Délivrance. Puis la voie SNCF est déposée d'Hénin-Beaumont à Montigny-en-Gohelle, tronçon finalement déclassé le 29 octobre 1970, les trains de marchandises reliant Hénin-Beaumont à Carvin empruntant sur ce tronçon la voie privée des houillères du bassin du Nord et du Pas-de-Calais (HBNPC).
Au XXIe siècle, la ligne n'est plus exploitée sur l'ensemble de son tracé et l'essentiel de l'infrastructure a disparu ou a été reconverti, seuls quelques coupons de rails subsistent noyés dans la végétation.

## Tracé

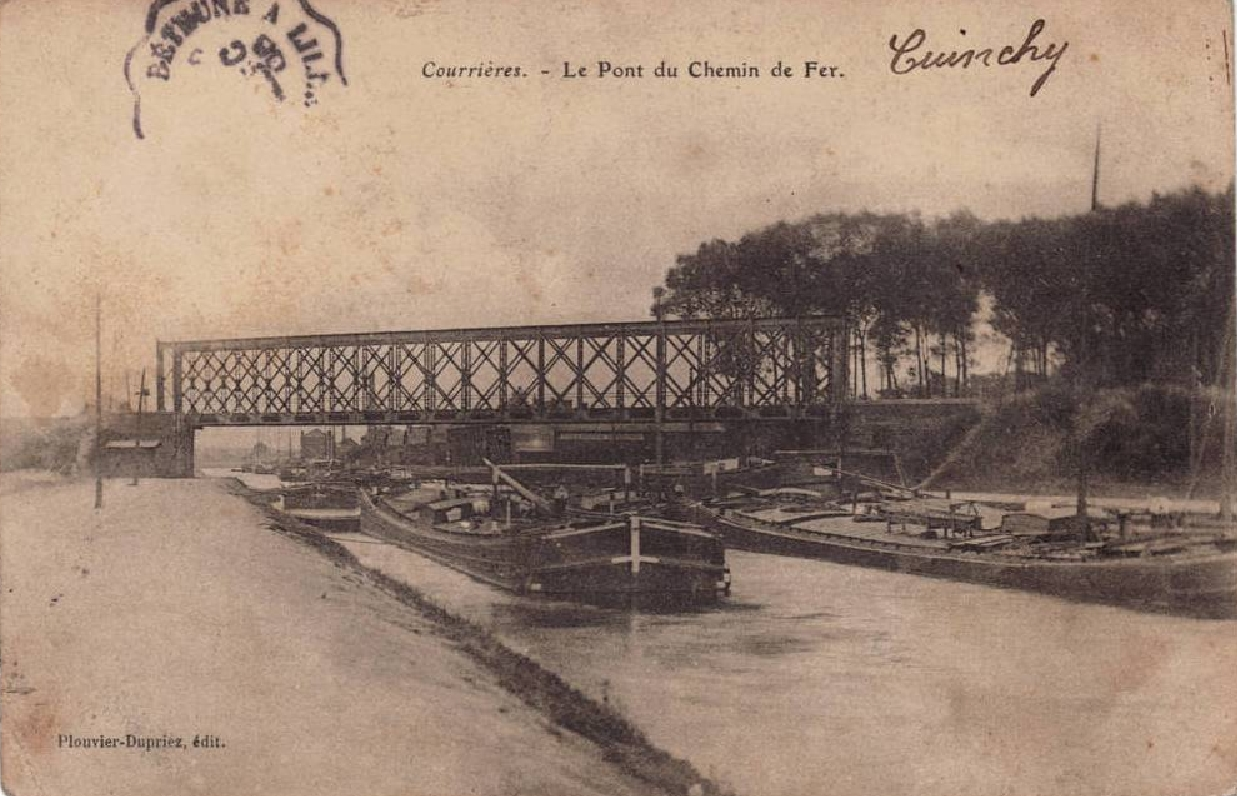
Le pont du chemin de fer à Courrières.

La ligne trouve son origine en gare d'Hénin-Liétard, actuelle gare d'Hénin-Beaumont sur la ligne de Lens à Ostricourt. Elle s'oriente vers le nord avec un parcours légèrement sinueux et marqué par quelques brèves déclivités atteignant 16‰. Le tracé passe sous l'autoroute A21 dite rocade minière avant de desservir Montigny-en-Gohelle. À Courrières, la ligne franchit le canal de Lens puis le canal de la Deûle avant de s'incurver vers l'ouest et de desservir Carvin. Après une légère rampe, elle rejoint la ligne de Lens à Don - Sainghin en gare de Bauvin - Provin. 
Le long de son parcours, la ligne croise de nombreuses voies privées : à Montigny-en-Gohelle celle de la fosse 4 des mines de Dourges, à Fouquières-lès-Lens celle du groupe de Courrières, à Harnes la voie d'accès à l'usine de produits chimiques Kuhlmann, à Courrières de nouveau la voie des houillères, à Carvin celle des quatre fosses du groupe de Carvin et la voie reliant les centres charbonniers de Wingles et Libercourt.